# Paragorgia regalis
Paragorgia regalis is een zachte koraalsoort uit de familie Paragorgiidae. De koraalsoort komt uit het geslacht Paragorgia. Paragorgia regalis werd in 1912 voor het eerst wetenschappelijk beschreven door Nutting. 